# Виноградне (Ялтинський район)
Виногра́дне (крим. Vınoğradne) — селище в Україні, у складі Ялтинського району Автономної Республіки Крим. Розташоване за 3,5 км від Ялти на території Ялтинського гірсько-лісового заповідника. Через селище проходить автодорога Севастополь — Ялта (автошлях Н19).

## Історія
Наприкінці XIX ст. емір Бухарський збудував тут літній палац і звів парк (нині пам'ятка садово-паркової архітектури). У 1924 році на базі палацу еміра заснований санаторій «Узбекистан».